# Vengeance 2011
Vengeance 2011 è stata la dodicesima ed ultima edizione dell'omonimo evento in pay-per-view prodotto annualmente dalla WWE. L'evento si è svolto il 23 ottobre 2011 a AT&T Center di San Antonio (Texas).

## Storyline
Il 2 ottobre, a Hell in a Cell, Alberto Del Rio ha vinto un Triple Threat Hell in a Cell match contro CM Punk e il campione John Cena, conquistando così il WWE Championship per la seconda volta. Nella puntata di Raw del 10 ottobre il nuovo General Manager dello show, John Laurinaitis, ha sancito un match tra Del Rio e Cena con in palio il titolo per Vengeance dopo che quest'ultimo aveva invocato la sua clausola di rivincita. Nella puntata di Raw del 17 ottobre Cena, dopo che aveva sconfitto, insieme a Jim Ross, Del Rio e Michael Cole, ha modificato il suo incontro di Vengeance con Del Rio, trasformandolo in un Last Man Standing match con in palio il WWE Championship.
Nella puntata di SmackDown del 7 ottobre Big Show ha fatto il suo ritorno in WWE, sfidando poi il World Heavyweight Champion Mark Henry ad un incontro per il suo titolo poiché questi, a Money in the Bank, era stato l'artefice del suo infortunio (kayfabe). Più avanti, la sera stessa, Big Show ha colpito Henry con una Chokeslam attraverso un tavolo dei commentatori, tentando poi di infortunarlo ad una gamba dopo che quest'ultimo si era rifiutato di accettare la sua sfida. Poco dopo, per evitare ciò, il General Manager di SmackDown, Theodore Long, ha annunciato un match tra Henry e Big Show con in palio il World Heavyweight Championship per Vengeance.
Il 18 settembre, a Night of Champions, gli Awesome Truth (The Miz e R-Truth) hanno interferito durante il No Disqualification match tra il COO della WWE, Triple H, e CM Punk, attaccando brutalmente entrambi. Nella puntata di Raw del 19 settembre Triple H ha quindi licenziato The Miz e R-Truth per ciò che avevano fatto la sera prima (kayfabe). A Hell in a Cell, gli Awesome Truth hanno tuttavia interferito durante il Triple Threat Hell in a Cell match tra Alberto Del Rio, CM Punk e il campione John Cena, attaccandoli brutalmente, con Triple H che è stato poi costretto a fermarli con l'aiuto della sicurezza. Nella puntata di Raw del 10 ottobre il nuovo General Manager dello show, John Laurinaitis, dopo averli riassunti, ha sancito un match tra Punk e Triple H contro gli Awesome Truth per Vengeance.
A Hell in a Cell, gli Air Boom (Kofi Kingston e Evan Bourne) hanno difeso con successo il WWE Tag Team Championship contro Jack Swagger e lo United States Champion Dolph Ziggler. Nella puntata di SmackDown del 7 ottobre, dopo che Swagger e Ziggler avevano brutalmente attaccato Kingston e Bourne, è stato annunciato un rematch tra i due team con in palio i titoli di coppia per Vengeance.
A Hell in a Cell, Sheamus ha sconfitto Christian. Nella puntata di SmackDown del 14 ottobre, dopo continui scontri tra i due, è stato sancito un rematch tra Christian e Sheamus per Vengeance.
Nella puntata di SmackDown del 14 ottobre il WWE Tag Team Champion Kofi Kingston e Zack Ryder hanno sconfitto lo United States Champion Dolph Ziggler e Jack Swagger, con Ryder che ha schienato Ziggler per vincere l'incontro. Poco dopo, il General Manager dello show, Theodore Long, ha sancito un match tra Ziggler e Ryder con in palio lo United States Championship per Vengeance.
Nella puntata di Raw del 17 ottobre Eve Torres ha sconfitto Natalya, diventando così la contendente n°1 della Divas Champion Beth Phoenix. Un match tra le due con in palio il Divas Championship è stato quindi sancito per Vengeance.
Nella puntata di SmackDown del 14 ottobre l'Intercontinental Champion Cody Rhodes ha interferito durante il match per il World Heavyweight Championship tra Randy Orton e il campione Mark Henry, aiutando quest'ultimo a mantenere il titolo per squalifica. Nella puntata di SmackDown del 21 ottobre, dopo che Orton aveva brutalmente attaccato Rhodes, colpendolo con una RKO sul tavolo dei commentatori, è stato annunciato un match tra i due per Vengeance, senza però l'Intercontinental Championship di Rhodes in palio.

## Risultati
| #       | Incontri                                                                         | Stipulazioni                                       | Durata |
| ------- | -------------------------------------------------------------------------------- | -------------------------------------------------- | ------ |
| Kickoff | Wade Barrett ha sconfitto Daniel Bryan                                           | Single match                                       | 04:57  |
| 1       | The Air Boom (c) ha sconfitto Dolph Ziggler e Jack Swagger (con Vickie Guerrero) | Tag team match per il WWE Tag Team Championship    | 13:24  |
| 2       | Dolph Ziggler (con Vickie Guerrero) (c) ha sconfitto Zack Ryder                  | Single match per il WWE United States Championship | 06:04  |
| 3       | Beth Phoenix (c) ha sconfitto Eve Torres                                         | Single match per il WWE Divas Championship         | 07:18  |
| 4       | Sheamus ha sconfitto Christian                                                   | Single match                                       | 10:37  |
| 5       | The Miz e R-Truth hanno sconfitto CM Punk e Triple H                             | Tag team match                                     | 15:24  |
| 6       | Randy Orton ha sconfitto Cody Rhodes                                             | Single match                                       | 12:11  |
| 7       | Mark Henry (c) vs. Big Show è terminato in no-contest                            | Single match per il World Heavyweight Championship | 13:19  |
| 8       | Alberto Del Rio (c) (con Ricardo Rodríguez) ha sconfitto John Cena               | Last man standing match per il WWE Championship    | 27:04  |